# (326) Tamara
(326) Tamara ist ein Asteroid des inneren Hauptgürtels, der am 19. März 1892 vom österreichischen Astronomen Johann Palisa an der Universitätssternwarte Wien entdeckt wurde.
Der Asteroid ist benannt nach Tamar (1160–1213), einer Königin Georgiens, die zu einer legendären Figur der spätmittelalterlichen Liebesromanze wurde. Sie ließ ihre Liebhaber töten und aus ihrem Palastfenster in den Fluss werfen, als sie ihrer überdrüssig war. Der Name wurde vom russischen Großfürsten Georgi Alexandrowitsch Romanow (1871–1899) vorgeschlagen.
Aufgrund ihrer Bahneigenschaften wird (326) Tamara zur Phocaea-Familie gezählt. Innerhalb der Phocaea-Famile identifizierte eine Untersuchung von 2006 eine auffällige Anhäufung von dunklen Asteroiden, deren größter (326) Tamara ist. Eine Untersuchung von 2017 postulierte dafür eine eigene Tamara-Familie und schätzte ihr Alter auf 264 ± 43 Mio. Jahre.

## Wissenschaftliche Auswertung
Aus Daten radiometrischer Beobachtungen im Infraroten aus dem Jahr 1974 vom Cerro Tololo Inter-American Observatory in Chile wurden für (326) Tamara erstmals Werte für den Durchmesser und die Albedo von 80 km und 0,04 bestimmt. Aus Ergebnissen der IRAS Minor Planet Survey (IMPS) wurden 1992 Angaben zu Durchmesser und Albedo für zahlreiche Asteroiden abgeleitet, darunter auch (326) Tamara, für die damals Werte von 93,0 km bzw. 0,04 erhalten wurden. Nach der Reaktivierung von NEOWISE im Jahr 2013 und Registrierung neuer Daten wurden die Werte 2015 zunächst mit 90,5 oder 104,6 km bzw. 0,03 angegeben und dann 2016 korrigiert zu 75,8 km bzw. 0,06, diese Angaben beinhalten aber alle hohe Unsicherheiten.
Photometrische Messungen des Asteroiden fanden erstmals statt vom 20. bis 27. September 1981 am Table Mountain Observatory in Kalifornien. Die Beobachtungsdaten konnten aber nicht weiter ausgewertet werden. Auch eine Beobachtung vom 27. April 1991 am La-Silla-Observatorium in Chile konnte nur zu einer Rotationsperiode von >10 h abgeschätzt werden. Bei weiteren Messungen vom 17. Mai bis 7. Juni 1991 während drei Nächten an der Außenstelle „Carlos U. Cesco“ des Felix-Aguilar-Observatoriums (OAFA) in Argentinien konnte dann aus der aufgezeichneten Lichtkurve eine Rotationsperiode von 14,184 h abgeleitet werrden, aber auch Perioden im Bereich von 16–18 Stunden wurden als möglich angesehen.
Neue Beobachtungen vom 22. März bis 11. Mai 2005 während neun Nächten am Carbuncle Hill Observatory in Rhode Island führten in der Auswertung aber zu einem etwas längeren Wert für die Rotationsperiode von 14,446 h. Dieses Ergebnis konnte auch durch Messungen während fünf Nächten vom 7. bis 27. Mai 2009 am Hunters Hill Observatory in Australien bestätigt werden, hier wurde eine Rotationsperiode von 14,454 h bestimmt.
Zwischen 2012 und 2018 wurden mit der All-Sky Automated Survey for Supernovae (ASAS-SN) auch photometrische Daten von 20.000 Asteroiden aufgezeichnet. Auf mehr als 5000 davon konnte erfolgreich die Methode der konvexen Inversion angewendet werden, darunter auch (326) Tamara, für die in einer Untersuchung von 2021 erstmals ein dreidimensionales Gestaltmodell für eine Rotationsachse nahezu in der Ebene der Ekliptik gelegen und eine Periode von 14,4613 h berechnet wurde.
Um die Kenntnis über Rotation, Form und Größe der unter den Asteroiden vorkommenden langsamen Rotatoren zu verbessern, wurden in einem Projekt photometrische Daten gesammelt und die Lichtkurven zur Erstellung von 3D-Modellen für eine Anzahl Asteroiden benutzt. Eventuell auftretende Mehrdeutigkeiten wurden durch die Einbeziehung von Daten aus Sternbedeckungen eliminiert. Für (326) Tamara konnten in einer Untersuchung von 2023 aus photometrischen Beobachtungsdaten der Jahre 1981 bis 2019 dreidimensionale Gestaltmodelle für zwei alternative Positionen der Rotationsachse mit retrograder Rotation berechnet werden. Aus einem Vergleich mit Beobachtungdaten von fünf Sternbedeckungen durch den Asteroiden aus den Jahren 2016 bis 2018 wurde eines der Modelle präferiert, dessen Rotationsachse wie das der ASAS-SN-Untersuchung nahezu in der Ebene der Ekliptik liegt. Für dieses wurde eine Rotationsperiode von 14,4613 h und ein Durchmesser von 77+5−10 km bestimmt.